# Герб Видишкеса
Герб Видишкеса — один из геральдических атрибутов деревни Видишкес Игналинского районого самоуправления.

## Описание и символика
В лазоревом поле серебряная распростершая крылья сова, в правой лапе перед собой держащая червлёную книгу; клюв, лапы и глаза совы и листья книги золотые.
Клюв совы, ноги и листья книги золотые. Каждый цвет имеет своё значение: синий — символ воды, природы, серебряный — символ мудрости и сдержанности, красный — символ изобилия и тепла, а золотой — символ света.

## История
16 июля 2015 года герб был утверждён Президентом Литовской Республики указом № 1K-396. Автор эталона — Юозас Галкус.